# Hypodoxa cetraria
Hypodoxa cetraria là một loài bướm đêm trong họ Geometridae.